# Celleporaria multiformatata
Celleporaria multiformatata is een mosdiertjessoort uit de familie van de Lepraliellidae. De wetenschappelijke naam van de soort is voor het eerst geldig gepubliceerd in 2001 door Liu.